# Vital Pharmaceuticals
Vital Pharmaceuticals Inc. är ett amerikanskt livsmedelsföretag i Florida, som grundades 2012 och som tillverkar energidrycker genom dotterföretaget VPX Sports.
År 2012 lanserades "Bang", som 2020 var den tredje mest sålda energidrycken i USA Den lanserades 2020 i Sverige.